# Makoto Ikeda
Makoto Ikeda (池田 誠 Ikeda Makoto?,  nacido el 8 de julio de 1977 en Niigata) es un exfutbolista japonés. Jugaba de centrocampista y su último club fue el Albirex Niigata de Japón.

## Trayectoria

### Clubes
| Club            | País  | Año         |
| --------------- | ----- | ----------- |
| Albirex Niigata | Japón | ???? - 1999 |